# Лойен, Ян
Йохан (Ян) Лойен (нидерл. Johan "Jan" Looijen; 30 августа 1930 года, Амстердам — 22 ноября 2005) — нидерландский футболист, игравший на позициях защитника и полузащитника, выступал за команды «Аякс» и «Фортуна ’54».

## Спортивная карьера
Ян Лойен начинал футбольную карьеру в амстердамском «Аяксе», а также играл за юношескую и молодёжную сборную Нидерландов. В первой команде Лойен впервые сыграл 9 апреля 1950 года в товарищеском матче с норвежским клубом «Фригг», который проходил в рамках пасхального турнира «Аякса». В чемпионате Нидерландов он дебютировал 24 мая во время дерби с «Блау-Вит» — Ян сыграл на позиции левого защитника, а его команда уступила со счётом 3:2.
В начале нового сезона Лойен стал играть на позиции опорного полузащитника, заменив Кора ван дер Харта, ушедшего во французский «Лилль». В первом туре против АГОВВ он получил травму, а в следующем туре его заменил дебютант Ко Бауэнс. В феврале 1951 года Лойен вернулся в основной состав — в том сезоне он сыграл 8 матчей в чемпионате.
В последний раз в составе «Аякса» полузащитник выходил на поле 19 августа 1951 года в товарищеском матче с АФК, а два года спустя перешёл в клуб «Фортуна ’54» из Гелена. В июле 1956 года Ян был выставлен на трансфер, но в итоге его контракт с клубом был продлён.

## Личная жизнь
Ян родился в августе 1930 года в Амстердаме. Отец — Фредерик Лойен, мать — Дина Кувутс. Оба родителя были родом из Амстердама, они поженились в мае 1921 года — на момент женитьбы отец работал огранщиком алмазов. Помимо него, в семье было ещё два сына: Фредерик и Герардюс Якобюс.
Женился в возрасте двадцати семи лет — его супругой стала 21-летняя Элизабет Мария Петронелла де Вилт, уроженка Маастрихта. Их брак был зарегистрирован 14 мая 1957 года. В браке родилось четверо детей: сыновья Хан, Франк, Петер, дочь Эллен. В 1970-х годах был владельцем ресторана и отеля «Dominicain» в Маастрихте, который находился в центре города на площади Врейтхоф, а также возглавлял комитет предпринимателей Врейтхофа. В 1972 году ресторан был переделан в английский паб и получил название «Diamond of four» в честь его четверых детей.
Умер 22 ноября 2005 года в возрасте 75 лет.